# Eoghn Julian-Tivoli
Eoghn Julian-Tivoli (ur. 13 stycznia 1980) – australijski zapaśnik walczący w stylu wolnym. Zajął 35. miejsce na mistrzostwach świata w 2007. Złoty medalista mistrzostw Oceanii w 2008. Zajął szóste miejsce na igrzyskach Wschodniej Azji w 2001. Wicemistrz Oceanii juniorów w 1997 roku.